# Bernard Vallet
Bernard Vallet, nacido el 18 de enero de 1954 en Vienne (Isère), es un ciclista francés ya retirado.

## Biografía
Profesional de 1975 a 1989, ganó la clasificación de la montaña en el Tour de Francia 1982 y ganó una etapa en el Tour 1980, en Martigues. Excelente rodador, fue compañero de Joop Zoetemelk, Mariano Martínez y de Bernard Hinault. En pista ganó los Seis días de París y los Seis días de Grenoble.
De 2003 a 2011, Bernard Vallet fue comentarista del  Tour de Francia para la cadena de televisión Canal Évasion.

## Palmarés

### Pista
| 1978 - 2.º en el Campeonato de Francia de Persecución 1980 - Seis días de Numea (con Maurizio Bidinost) 1982 - Seis días de Grenoble (con Gert Frank) 1984 - Campeonato de Francia de Puntuación - 2.º en el Campeonato de Francia de Persecución - Seis días de París (con Gert Frank) - Seis días de Grenoble (con Gert Frank) | 1986 - Seis días de París (con Danny Clark) 1987 - Seis días de Grenoble (con Charly Mottet) |

### Ruta
| 1973 - 1 etapa del Tour de Vaucluse 1974 - 1 etapa del Tour del Porvenir - París-Évreux - 1 etapa del Tour de Gévaudan Languedoc-Roussillon 1975 - Ruta de Francia, más 2 etapas - Tour de Gévaudan Languedoc-Roussillon, más 2 etapas 1979 - Tour de Limousin, más 1 etapa - 1 etapa del Tour de Vaucluse 1980 - Gran Premio de la Villa de Rennes - 1 etapa del Tour de Francia - 1 etapa del Tour de Limousin 1981 - Tour d'Armorique, más 1 etapa - 1 etapa de los Cuatro Días de Dunkerque - 2.º en el Campeonato de Francia en Ruta | 1982 - Tour de l'Aude - 2 etapas de la Dauphiné Libéré - Clásificación de la montaña del Tour de Francia - 2.º en el Campeonato de Francia en Ruta 1984 - 1 etapa del Tour de Romandía - 1 etapa del Tour de Normandía 1986 - 1 etapa del Tour de Vaucluse 1987 - Burdeos-París |

## Resultados en las grandes vueltas
| Carrera         | 1976 | 1977 | 1978 | 1979 | 1980 | 1981 | 1982 | 1983 | 1984 | 1985 | 1986 | 1987 |
| --------------- | ---- | ---- | ---- | ---- | ---- | ---- | ---- | ---- | ---- | ---- | ---- | ---- |
| Giro de Italia  | -    | -    | -    | -    | -    | -    | -    | -    | -    | 43.º | -    | -    |
| Tour de Francia | -    | 20º  | -    | 20º  | 31.º | 45.º | 12º  | 58.º | 73.ª | 46.º | 62.º | 60.º |
| Vuelta a España | -    | -    | -    | -    | -    | -    | -    | -    | -    | -    | -    | -    |
| Mundial en Ruta | Ab.  | Ab.  | -    | 14º  | Ab.  | 68.º | Ab.  | -    | Ab.  | Ab.  | -    | -    |